# 江城哲雄
江城 哲雄（えしろ てつお、1951年8月13日 - ）は、大阪府出身の元プロ野球選手（投手）。

## 来歴・人物
勝山高では、定時制出身で軟式野球部に在籍した。
1971年オフにドラフト外で近鉄バファローズに入団。わずか1年間在籍しただけで自由契約となり、引退した。
西成区内で洋服屋を経営している。元プロ野球選手の太田幸司とは友人である。

## 詳細情報

### 年度別投手成績
- 一軍公式戦出場なし

### 背番号
- 53 （1972年）